# Грабовець (Білорусь)
Грабовець (біл. Грабавец) — село в Білорусі, у Барановицькому районі Берестейської області. Орган місцевого самоврядування — Великолуцька сільська рада.

## Населення
За переписом населення Білорусі 2009 року чисельність населення села становила 21 особа.